# Openbox
Openbox — свободный менеджер окон для X Window System, распространяемый под лицензией GNU General Public License. Изначально Openbox произошёл от Blackbox 0.65.0, но затем был полностью переписан на языке Си и с версии 3.0 не базируется на программном коде Blackbox. Но, несмотря на это, разработчики остались верны минималистичности «боксового» стиля.
Openbox задуман как лёгкое, быстрое и простое решение для использования как совместно с окружением рабочего стола, так и без него. Несмотря на свою простоту, Openbox имеет множество настроек, манипулируя которыми пользователь может изменять практически любой аспект функционирования оконного менеджера в соответствии со своими потребностями. Также Openbox позиционируется как оконный менеджер, строго придерживающийся рекомендаций инициативной группы freedesktop.org.
Openbox является оконным менеджером по умолчанию в средах рабочего стола LXDE и LXQt, а также linux-дистрибутивах CrunchBang, ArchBang, Manjaro, предназначенных для работы на слабом оборудовании.

## Использование Openbox
Openbox позволяет вызывать главное меню по нажатию правой кнопки мышки (или по любому другому назначенному сочетанию клавиш) на рабочем столе, также позволяет пользователям изменять способ управления окнами. Когда окно минимизировано, оно становится невидимым. Чтобы снова увидеть его — сочетание клавиш Alt+Tab ↹ или десктопное меню, вызываемое средней клавишей мыши (нажатие на колесо прокрутки). Обычно Openbox дополняют различными небольшими программами, которые добавляют иконки, панель задач (taskbar), launchers, eyecandy и другие полезные функции.

## Настройка

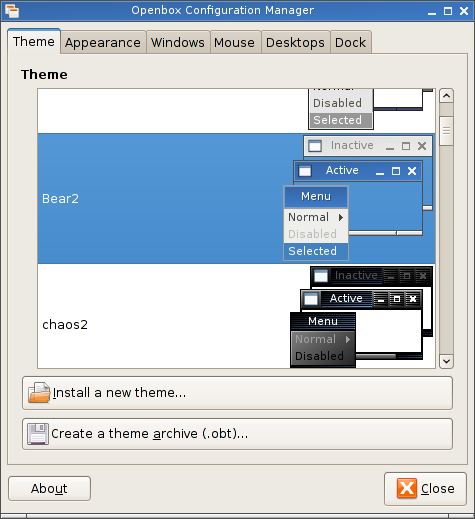
Утилита Obconf

В каталоге ~/.config/openbox размещены три конфигурационных файла — menu.xml, rc.xml и autostart. Общие для всех пользователей файлы с аналогичными названиями расположены в каталоге /etc/xdg/openbox/.
Файл rc.xml служит для настройки внешнего вида окон, их поведения и способов управления ими. Кроме того, в файле определяются необходимые пользователю сочетания клавиш. Например, если пользователь хочет, чтобы окно перемещалось на рабочий стол 3, когда кнопка выхода нажата вместе со средней кнопкой мышки, он может запросто это сделать. Настраивается перемещение на следующий/предыдущий рабочий стол при прокрутке на значке, развёртывание и свёртывание при нажатии на окно или при передвижении окна.
Файл menu.xml определяет содержимое различных меню. Любые меню (в том числе и вложенные) могут иметь идентификаторы, что позволяет вызывать их различными сочетаниями клавиш.
Скрипт autostart исполняется во время загрузки оконного менеджера. Таким образом, можно инициализировать переменные окружения и запускать дополнительные приложения.
Утилита obconf предоставляет удобный GUI для управления оконным менеджером.
Темы оформления можно создавать и редактировать утилитой obtheme.
Существует также инструмент obmenu для редактирования меню Openbox.

## Уникальные особенности
Меню Openbox может быть динамическим. Это сделано с помощью принятия вывода скрипта в качестве источника для меню. Каждый раз, когда пользователь наводит указатель на подменю, скрипт запускается и регенерирует меню. Эта возможность обеспечивает пользователям и разработчикам программного обеспечения большую гибкость, чем стандартные статические меню в большинстве других оконных менеджеров.
Например, два разработчика написали скрипт на Python, который показывает новые письма на Gmail в подменю.
Openbox позволяет создавать «Key chains» и «Chrooted key chains», позволяющие временно переопределять все сочетания клавиш.